# Eutonia marchandi
Eutonia marchandi là một loài ruồi trong họ Limoniidae. Chúng phân bố ở miền Tân bắc.